# Hypercompe extrema
Hypercompe extrema là một loài bướm đêm thuộc phân họ Arctiinae, họ Erebidae.